# Sockel FM2
Sockel FM2 bezeichnet einen Prozessorsockel des Unternehmens AMD, der für den Einsatz in Desktop-Computern konzipiert wurde. Er wurde Anfang Juni 2012 in Zusammenhang mit APU-Modellen der Trinity-Reihe vorgestellt. FM2 unterstützt diverse Prozessormodelle aus den Reihen Trinity und Richland. Diese wurden nach dem Konzept AMD Fusion entworfen, enthalten neben den CPU-Kernen der Piledriver-Generation und dem Speichercontroller sämtliche Northbridge-typischen Funktionen und Schnittstellen sowie  Grafik- und Videoprozessor (Unified Video Decoder).
Im Wesentlichen ähneln die Eigenschaften des Sockels denen des Vorgängers FM1. Der Bedarf für den neuen Sockel ergab sich aus der Multi-Display-Unterstützung EyeFinity und veränderten Anforderungen an die Stromversorgung bei den Prozessoren der Trinity- und Richland-Generation.
In Zusammenhang mit dem Sockel wurde auch der Fusion Controller Hub (FCH) A85X eingeführt, der erstmals im Rahmen von AMD Fusion den Betrieb von zwei Grafikkarten im CrossFire-Betrieb ermöglicht. Alternativ sind die FCH A75 und A55 kompatibel. Die Mikrochips von Prozessor und FCH werden über das Unified Media Interface (UMI) verbunden, welches auf dem PCI-Express-Standard basiert.
2013 wurde der abwärtskompatible Nachfolger Sockel FM2+ vorgestellt.